# Урсун
Урсун (лезг. Урсун) — село в Курахском районе Дагестана. Входит в состав сельского поселения Сельсовет «Шимихюрский».

## Географическое положение
Расположено в 12 км к северо-западу от районного центра с. Курах на реке Хпеджчай.

## Население
| 1895 | 1926 | 1939 | 1970 | 1989 | 2002 | 2010 |
| ---- | ---- | ---- | ---- | ---- | ---- | ---- |
| 165  | ↗186 | ↗226 | ↘178 | ↘106 | ↘96  | ↘86  |
| 2021 |      |      |      |      |      |      |
| ↗89  |      |      |      |      |      |      |

Моноэтническое лезгинское село.